# Liste des chapitres de One Piece
Cet article court présente un sujet plus développé dans : One Piece.
La liste des chapitres de One Piece est coupée en six articles :
- La 1re partie traite des chapitres publiés dans les tomes 1 à 20 ;
- La 2de partie traite des chapitres publiés dans les tomes 21 à 40 ;
- La 3e partie traite des chapitres publiés dans les tomes 41 à 60 ;
- La 4e partie traite des chapitres publiés dans les tomes 61 à 80 ;
- La 5e partie traite des chapitres publiés dans les tomes 81 à 100 ;
- La 6e partie traite des chapitres publiés dans les tomes 101 à aujourd'hui.

Il existe également la page consacrée aux volumes dérivés.